# Pydnella galbana
Pydnella galbana är en fjärilsart som beskrevs av Swinhoe 1886. Pydnella galbana ingår i släktet Pydnella och familjen tandspinnare. Inga underarter finns listade.